# Zahato

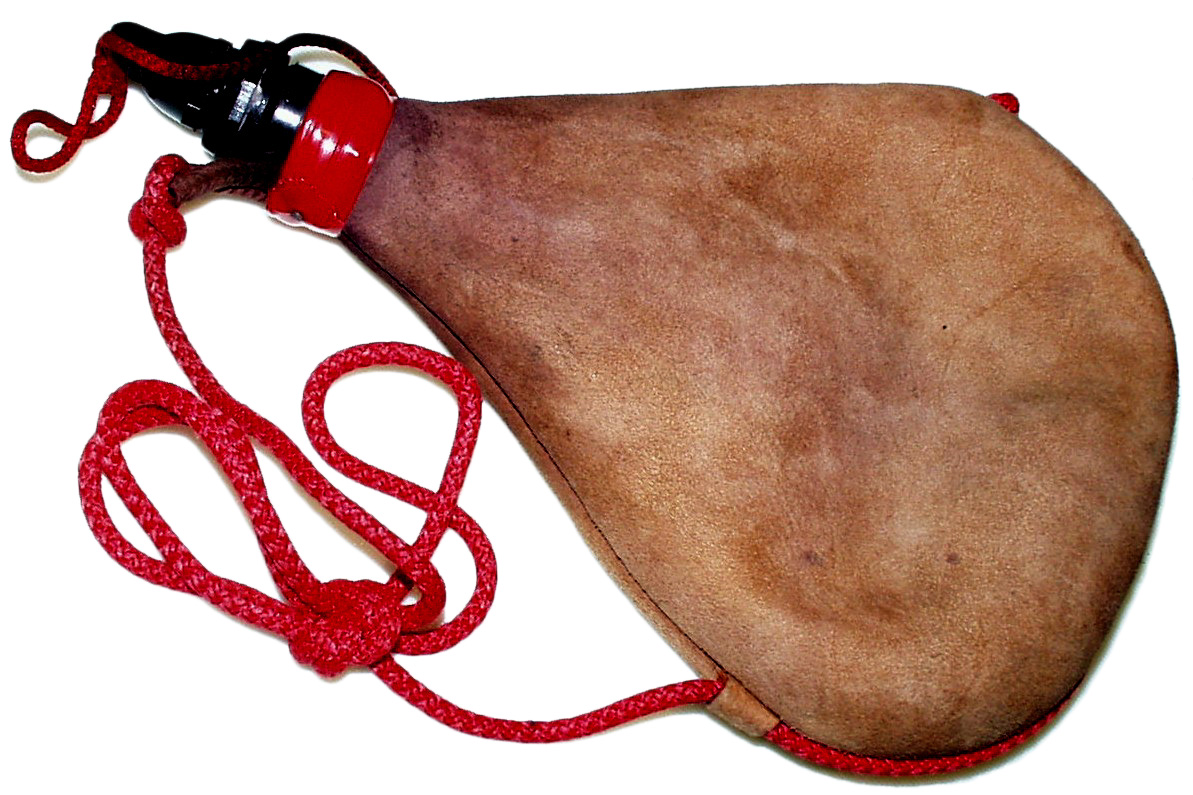
Zahato

La zahato(a) /s̪ahato/ est la gourde de peau, ou outre traditionnelle des bergers basques et du reste de l'Espagne. En español "bota"

## Présentation
L'orifice étroit aménagé à son goulot, permet de boire « à la régalade » (zurrust), c'est-à-dire en interceptant le jet à distance.
Le nom de zahato ou zahako (on dit aussi xahako (ʃahako), zarako...) est un diminutif zahat-to/-ko de zahagi, outre. Son fabricant est un zahatogile.
La zahato était confectionnée à partir de deux pièces de peau de bouc bien tannées et tondues ras. Bien détrempées pour être assouplies, elles sont découpées sur une forme et cousues sur les côtés. Puis la gourde est retroussée couture et poils à l'intérieur. Après séchage, elle est gonflée à l'air puis enduite de poix à l'intérieur pour en assurer l'étanchéité. Dans certaines outres actuelles, la poix est parfois remplacée par du caoutchouc.
L'embout, traditionnellement un bec en corne, est alors mis en place et fixé par un collier rouge. Elle est portée en bandoulière par le cordon rouge qui fait le tour de la zahato en habillant la couture.

Ce produit très ancien est un moyen très bien adapté au transport de la boisson.